# Dysphania albescens
Dysphania albescens är en fjärilsart som beskrevs av Louis Beethoven Prout 1912. Dysphania albescens ingår i släktet Dysphania och familjen mätare. Inga underarter finns listade i Catalogue of Life.